# Achim Petry (Musiker)
Achim Petry (* 24. August 1974 als Achim Remling in Bonn) ist ein deutscher Schlagersänger und Songwriter.

## Biografie
Achim Petry ist der Sohn von Rosemarie und Wolfgang Petry. Er absolvierte eine Ausbildung als Veranstaltungskaufmann. Mit der Sängerin Marani als Duo 2 Young veröffentlichte er zwischen 1996 und 1998 die Singles Crimson and Clover, die in den deutschen Charts Platz 38 belegte, Seasons in the Sun und Separated Hearts. Als Teil der Boygroup Trademark begleitete er seinen Vater 1999 als Vorgruppe auf dessen letzter großen Stadientournee.
2007 erschien sein erstes Soloalbum mit dem Titel So wie ich!. Im selben Jahr startete er seine erste Solotournee unter dem Titel Der Wahnsinn geht weiter mit einer Neuauflage alter Schlager seines Vaters. Anfang 2008 erschien das Titellied der dritten Staffel von Ich bin ein Star – Holt mich hier raus!, Dschungel Wahnsinn von Achim Petry feat. Dschungel Allstars – eine Coverversion von Wolfgang Petrys Hit Wahnsinn. 2013 veröffentlichte er das Album Mein Weg, 2014 folgte Mittendrin, das von René Lipps produziert wurde. 2016 erschien sein Song Tinte als Neuauflage, diesmal im Duett mit Anna-Maria Zimmermann. Am 25. November 2016 folgte als zweite Duett-Single die Weihnachtsballade Frohe Weihnacht.
2019 nahm er mit dem Deutschrapper Finch das Lied Wir sind hier für dessen Album Dorfdisko auf. Auf diesem Stück singt er den namengebenden Refrain in Schlagerweise.
Seit 2024 bildet er mit Joelina Drews und Lucas Cordalis das Trio Drews Cordalis Petry, das die Hits ihrer berühmten Väter neu interpretiert. Einen Mega-Mix stellte das Trio im Mai 2024 im ZDF-Fernsehgarten vor.
Achim Petry ist seit dem Jahr 2000 mit einer Sizilianerin verheiratet und hat zwei Söhne.

## Diskografie

### Alben
- 2007: So wie ich!
- 2013: Mein Weg
- 2014: Mittendrin

### Singles
- 2007: Keiner liebt dich …
- 2008: Dschungel Wahnsinn (feat. Dschungel Allstars)
- 2008: Das wird 'ne lange Nacht
- 2009: Maria Maria
- 2013: Deine Liebe ist der Wahnsinn
- 2013: Rosalie
- 2014: Rettungsboot (feat. Wolfgang Petry)
- 2015: Tinte (Wo willst du hin?)
- 2015: Wer die Augen schließt (wird nie die Wahrheit seh’n) 2015 (als Teil von Mut zur Menschlichkeit)
- 2016: Tinte (im Duett mit Anna-Maria Zimmermann)
- 2016: Frohe Weihnacht (Merry Christmas) (mit Anna-Maria Zimmermann)
- 2019: Wir sind hier (feat. Finch)

### MitDrews Cordalis Petry

#### Album
- 2025: Das Beste

#### Singles
- 2024: Verlieben, verloren, vergessen, verzeih’n
- 2024: Wieder alles im Griff
- 2024: Anita
- 2024: Wahnsinn

## Auszeichnungen
- 2016: Ballermann-Award
- 2017: Ballermann-Award
- 2018: Ballermann-Award
- 2019: Ballermann-Award[9]
- 2023: Ballermann-Award